# Rosinha Sambo
Rosinha Sambo, född 24 oktober 1966 i Angola, är en före detta svensk sexarbetare och strippa.

## Bakgrund
Rosinha Sambos föräldrar är från Portugal respektive Angola. Hon flyttade till Varberg 1986.
I mars 2003 uppmärksammades hon i svenska media som den första personen i Sverige som innehade F-skattsedel för prostitution. Huruvida det verkligen förhåller sig så kan dock diskuteras: verksamhetsbeskrivningen avser visserligen "prostitution" enligt F-skattebeviset, men verksamheten har samtidigt getts SNI-koden 93050 vilket i Standard för svensk näringsgrensindelning står för "övrig serviceverksamhet". Även andra sexsäljare i Sverige innehar F-skattsedel under denna beteckning.
Rosinha Sambo gjorde sig även känd genom att upprepade gånger försöka polisanmäla staten för koppleri, eftersom hon menade att det är brottsligt att ta pengar som härrör från försäljning av sexuella tjänster, även om det är staten som gör det via skattsedeln.
Rosinha Sambo har uppmärksammats av såväl press som TV, bland annat i TV3-programmet Insider.

## Rosea
Efter att media uppmärksammat henne, gick Rosinha Sambo med i intresseorganisationen Rose Alliance för sexarbetare.